# Félix Dujardin
Félix Dujardin (ur. 5 kwietnia 1801 w Tours, zm. 8 kwietnia 1860) – francuski przyrodnik (zoolog i botanik). Ogłosił badania nad mózgiem owadów, inteligencją pszczół itp. Ustanowił klasę Rhizopoda. W roku 1836 założył pismo "Hermès".
W 1850 Dujardin jako pierwszy opisał ciałka grzybkowate w mózgu owadów.

## Dzieła
- Dujardin F. 1837. Mémoire sur les couches du sol en Touraine et descriptions des coquilles de la craie des faluns.
- Dujardin F. 1841. Histoire naturelle des zoophytes. Infusoires, comprenant la physiologie et la classification de ces animaux, et la manière de les étudier à l'aide du microscope.
- Dujardin F. 1842. Nouveau manuel de l'observateur au microscope.
- Dujardin F. 1845. Histoire naturelle des helminthes ou vers intestinaux. xvi, 654+15 pp. + Plates.